# Empis melanderi
Empis melanderi is een vliegensoort uit de familie van de dansvliegen (Empididae). De wetenschappelijke naam van de soort is voor het eerst geldig gepubliceerd in 1966 door Arnaud and Birchim.